# WWE SmackDown vs. Raw 2009
WWE SmackDown vs. Raw 2009 és un videojoc en desenvolupament de lluita lliure professional per a les consoles PlayStation 2, PlayStation 3, Xbox 360 i Wii i les consoles portàtils PSP i Nintendo DS per THQ i YUKE. Aquest va sortir a la venda el dia 9 de novembre del 2008 els Estats Units.
Aquest joc està basat en la promoció de lluita lliure professional World Wrestling Entertainment (WWE). A més és el successor de WWE SmackDown vs. Raw 2008.

## Característiques
Aquest joc mantindrà els estils de lluita estrenats en el joc WWE SmackDown vs. Raw 2008. A més comptarà amb una millora dels combats d'equip, agregant moviments especials (finishers) en parelles, creant més combinacions d'equip i donant la possibilitat de donar un "Hot Tag". A més, un equip podrà entrar junt al modo Història o "Season".
En aquest joc debutarà un nou mode anomenat Create a Finisher, amb el qual podràs personalitzar la teva pròpia rematada.
En les versions de Xbox 360 i PlayStation 3, debutarà el sistema de contingut descargable, tals com superestrellas, llegendes, escenaris, vestits alternatius, música, moviments i altres. En la versió de Nintendo Wii les entrades dels lluitadors seran interactives. La revista oficial de PlayStation revelà que aquest serà el primer joc de lluita a tenir l'"Inferno Match" (tipus de lluita característica del lluitador Kane, que consisteix a lluitar envoltat de flames de foc, i on perd el lluitador que pren contacte amb el foc).
Segons la página oficial, el videojoc tindra un roster de 63 lluitadors, les llegendes no han sigut confirmades. A l'octubre es filtra un suposat roster, però ni THQ, ni IGN no l'han confirmat, encara que semble que és real, el suposat roster és el següent :